# Donnellson
|  | Per a altres significats, vegeu «Donnellson (Illinois)». |

Donnellson és una població dels Estats Units a l'estat d'Iowa. Segons el cens del 2000 tenia 963 habitants.

## Demografia
Segons el cens del 2000, Donnellson tenia 963 habitants, 386 habitatges, i 270 famílies. La densitat de població era de 464,8 habitants per km².
Dels 386 habitatges en un 31,3% hi vivien nens de menys de 18 anys, en un 57,8% hi vivien parelles casades, en un 9,8% dones solteres, i en un 29,8% no eren unitats familiars. En el 27,5% dels habitatges hi vivien persones soles el 14,8% de les quals corresponia a persones de 65 anys o més que vivien soles. El nombre mitjà de persones vivint en cada habitatge era de 2,33 i el nombre mitjà de persones que vivien en cada família era de 2,83.
Per edats la població es repartia de la següent manera: un 23,5% tenia menys de 18 anys, un 7,1% entre 18 i 24, un 24,1% entre 25 i 44, un 19,8% de 45 a 60 i un 25,5% 65 anys o més.
L'edat mediana era de 42 anys. Per cada 100 dones de 18 o més anys hi havia 78,5 homes.
La renda mediana per habitatge era de 36.316 $ i la renda mediana per família de 41.500 $. Els homes tenien una renda mediana de 34.125 $ mentre que les dones 24.688 $. La renda per capita de la població era de 18.336 $. Entorn del 4,3% de les famílies i el 3,6% de la població estaven per davall del llindar de pobresa.

## Poblacions properes
El següent diagrama mostra les poblacions més properes.